# 2 Reyes 9
2 Reyes 9 es el noveno capítulo de la segunda parte de los Libros de los Reyes de la Biblia hebrea o Segundo Libro de los Reyes del Antiguo Testamento de la  Biblia cristiana El libro es una compilación de varios anales que registran los actos de los reyes de Israel y Judá por un compilador deuteronómico en el siglo VII a. C. con un suplemento añadido en el siglo VI a. C. Este capítulo registra la unción de Jehú como próximo rey de Israel y sus asesinatos de Joram de Israel, Ocozías de Judá y Jezabel, la reina madre de Israel. La narración forma parte de una sección mayor, 2 Reyes 9:1-15:12, que abarca el período de la dinastía de Jehú.

## Texto
Este capítulo fue escrito originalmente en lengua hebrea y desde el siglo XVI se divide en 37 Versículos.

### Testigos textuales
Algunos de los primeros manuscritos que contienen el texto de este capítulo en hebreo pertenecen a la tradición del Texto Masorético, que incluye el Códice de El Cairo (895), el Códice de Alepo (siglo X) y el Códice Leningradensis (1008). Un fragmento que contiene una parte de este capítulo en hebreo se encontró entre los Rollos del mar Muerto, es decir, 6Q4 (6QpapKgs; 150-75 a. C.) con el Versículo 32 existente.
También existe una traducción al griego koiné conocida como Septuaginta, realizada en los últimos siglos a. C.. Los manuscritos antiguos existentes de la versión Septuaginta incluyen el Codex Vaticanus ('B; {\displaystyle {\mathfrak {G}}}B; siglo IV) y el Codex Alexandrinus (A; {\displaystyle {\mathfrak {G}}}A; siglo V).

## Ubicaciones
Este capítulo menciona o alude a los siguientes lugares (por orden de aparición):
- Ramot-Galaad
- Tel Jezreel
- Megido
- Jerusalén

## Análisis
Este capítulo y el siguiente contienen una narración continua del derrocamiento por Jehú de la dinastía Omride y la destrucción del culto a Baal en Israel, reabriendo la batalla contra la apostasía iniciada por Elías (9). Cumpliendo el encargo divino dado a Elías, Eliseo organizó la unción de Jehú, quien a continuación ejecutó una revolución total en Israel y Judá, matando a los reyes reinantes (y a sus familiares) de ambos reinos. La narración puede dividirse en dos secciones paralelas, la primera sobre el asesinato de los líderes (incluida Jezabel, la reina madre de Israel) en el capítulo 9 y la segunda sobre el asesinato de sus parientes (incluidos los adoradores de Baal como «parientes» de Jezabel), terminando con un resumen del reinado de Jehú y las consecuencias de su acción en relación con su fidelidad a YHWH en capítulo 10.  La estructura puede ser la siguiente:.
A Jehú es ungido rey (9:1-15)
B Jehú mata al rey Joram en las afueras de Jezreel (9:16-26)
C Jehú mata al rey Ocozías en Bet-haggan (9:27-29)
D Jehú mata a Jezabel en Jezreel (9:30-37)
B' Jehú masacra la casa de Ajab en Jezreel (10:1-11)
C' Jehú masacra a los parientes del rey Ocozías en Bet-eced (10:12-14)
D' Jehú masacra a los adoradores de Baal y destruye la casa de Baal en Samaria (10:15-28)
A' Resumen del reinado de Jehú (10:29-36)

## La unción de Jehú (9:1-15)
.

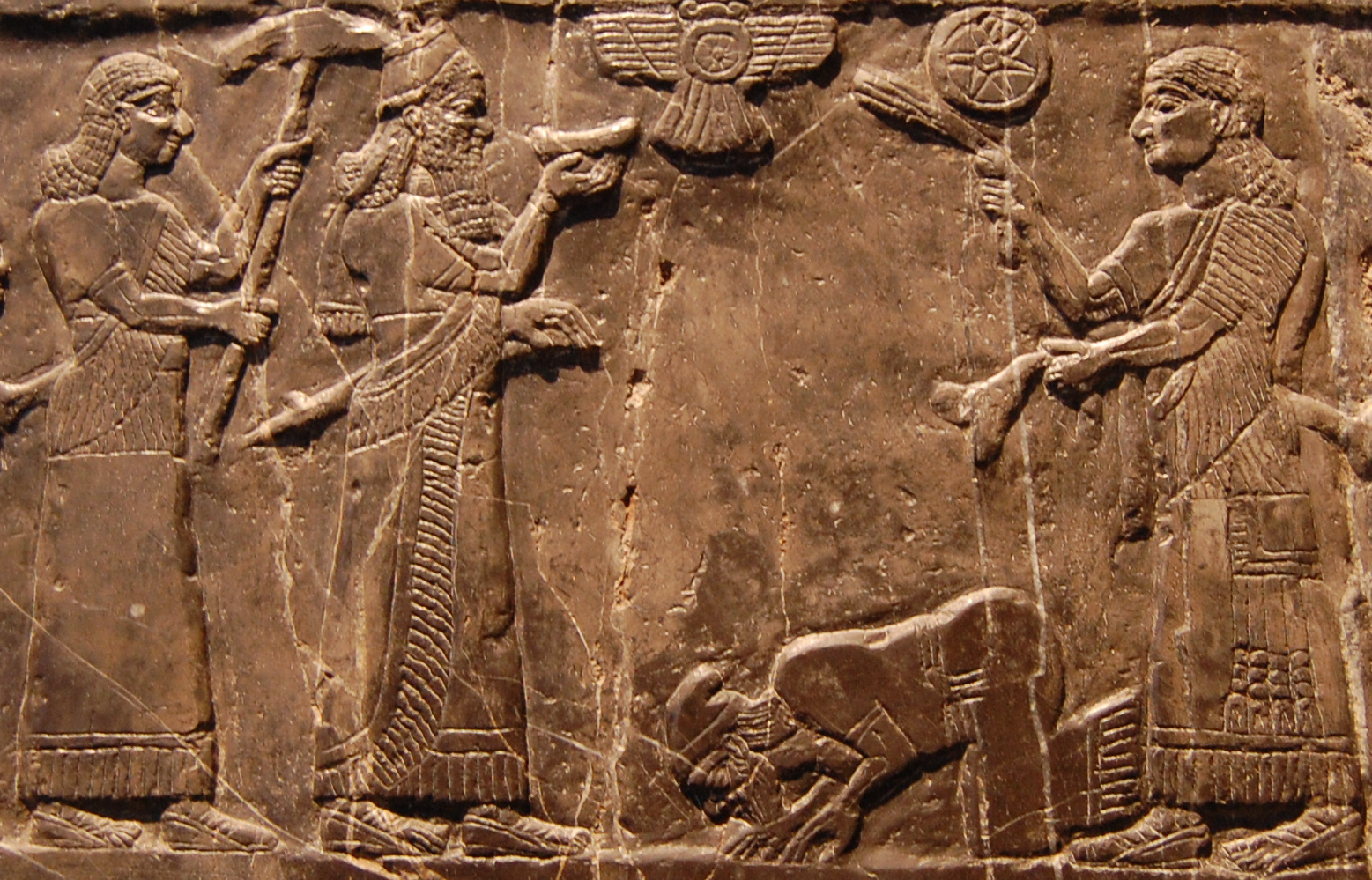
En una escena del Obelisco Negro Jehú se inclina ante Salmanasar III. Se trata de «la única representación que tenemos en el arte del Próximo Oriente antiguo de un monarca israelita o judaico».

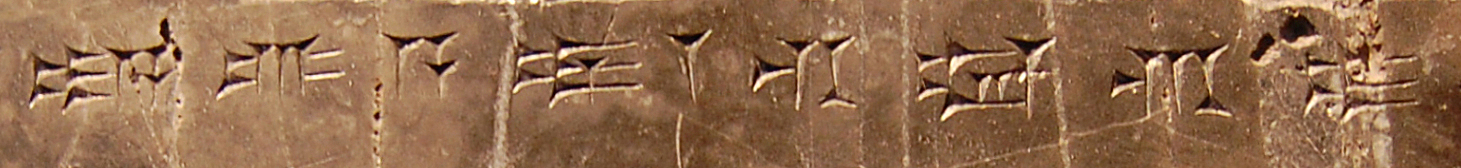
La inscripción ^{m}Ia-ú-a mar ^{m}Hu-um-ri-i (𒅀𒌑𒀀 𒈥 𒄷𒌝𒊑𒄿): «Jehú de la tierra del pueblo de Omri)"

El orden sujeto-verbo invertido en el Versículo 1 indica el cambio a otra línea argumental. La influencia política de los profetas se muestra aquí como en el capítulo anterior (8:7-15) cuando Eliseo jugó un papel en el golpe de Estado de Hazael contra Ben-hadad en Aram-Damasco. En esta parte Eliseo utiliza una crisis militar para cumplir la última comisión divina en 1 Reyes 19:15-17 para apoyar el derrocamiento de Jehú de los Omrides. El largo oráculo de los versículos 7-10 proviene de la profecía de Elías a Acab en la viña de Nabot en Jezreel (1 Reyes 21:21-23).

### Versículos 1-3
1Y el profeta Eliseo llamó a uno de los hijos de los profetas, y le dijo: «Prepárate, toma este frasco de aceite en tu mano, y ve a Ramot de Galaad. 2Cuando llegues a ese lugar, busca allí a Jehú hijo de Josafat, hijo de Nimsi, y entra y haz que se levante de entre sus compañeros, y llévalo a una habitación interior. 3Entonces toma el frasco de aceite, y derrámalo sobre su cabeza, y dile: «Así dice el Señor: "Te he ungido rey sobre Israel"'. Entonces abre la puerta y huye, y no tardes."
- «Prepárate»: lit. en hebreo «Cíñete los lomos». [21] Eliseo dio instrucciones específicas a sus discípulos, detallando qué traer, qué hacer, qué decir, con el énfasis de separar a Jehú de sus compañeros soldados fuera y llevarlo a «una habitación interior» para la unción y el encargo, a continuación, encargando al discípulo al término de las tareas de «abrir la puerta y huir y no esperar alrededor».[18].

## Jehu mata al rey Joram de Israel (9:16-26)
.

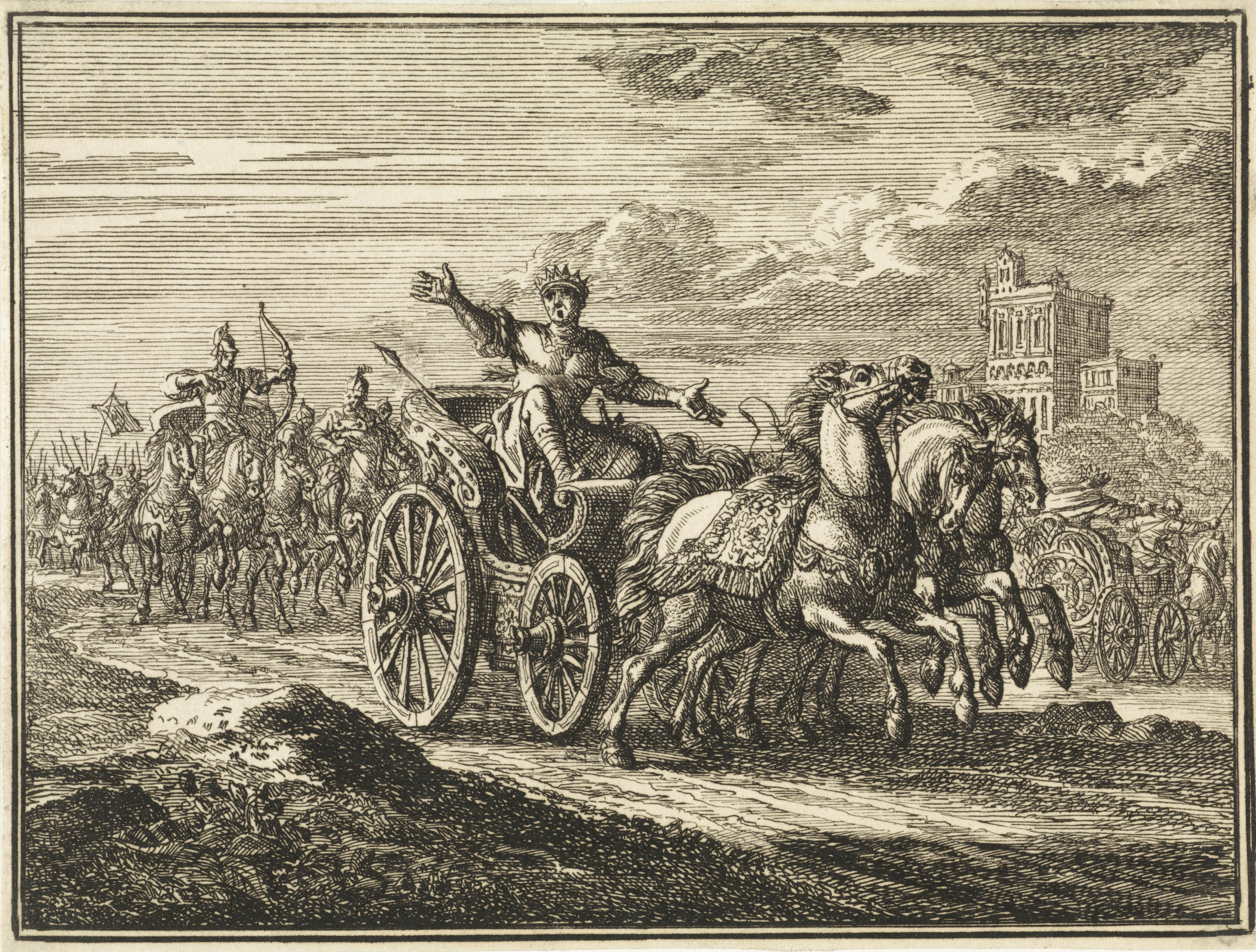
Jehu dispara una flecha que alcanza a Joram por la espalda. Ilustración de Jan Luyken (1712)

La narración sigue una impresionante escena desde el punto de vista del centinela (griego: teichoskopia), detallando cómo Jehú dirige su carro ('como un maníaco') en los Versículos 17-20. Dado que ningún mensajero que envió a Jehú regresó (en cambio, se pusieron detrás de Jehú), el rey Joram decide investigar el asunto él mismo y encontrarse con Jehú a mitad de camino (Versículo 21). La respuesta de Jehú con agudas críticas a la política religiosa de los omrides (versículo 22) alerta a Joram de las intenciones agresivas de Jehú, pero ya es demasiado tarde para huir. Con sólo el tiempo suficiente para advertir a Ocozías que huya, Joram es asesinado por la flecha de Jehú porque, según la razón de Jehú, «Joram tenía que sufrir por un pecado cometido por su padre Acab» (versículos 25, 26a). Las discrepancias con 1 Reyes 21 (que sólo mencionan a Nabot, pero aquí también a sus hijos) y la adición de la dimensión religiosa en el versículo 22 sugieren la originalidad del pasaje en el contexto.

### Versículo 20
Entonces el centinela informó, diciendo: «¡Subió a ellos y no regresa; y el manejo es como el manejo de Jehú hijo de Nimsi, porque maneja furiosamente!»
El estilo «loco» de conducir del hombre mientras el carro se acercaba identifica al conductor como Jehú. La palabra hebrea para «loco» aquí (shiggaon) es de la misma raíz que el apodo «hombre loco» (meshugga) asociado al discípulo que ungió a Jehú en el Versículo 11.

### Versículo 23
Y Joram volvió sus manos, y huyó, y dijo a Ocozías: Hay traición, Ocozías. 
- «Volvió sus manos»: se refiere a cómo alguien habría tirado de las riendas para hacer que los caballos dieran la vuelta.[27] El cambio al orden sujeto-verbo invertido enfatiza la simultaneidad del intento de huida de Joram y la puntería de Jehú para dispararle con una flecha, ya que el informe de estilo forense también señala la trayectoria exacta que siguió la flecha para alcanzar a Joram.[24]

### Versículo 26
“Ciertamente he visto ayer la sangre de Nabot y la sangre de sus hijos”, dice el Señor, ”y te pagaré en esta parcela“, dice el Señor. Ahora, pues, tómalo y arrójalo sobre la parcela, conforme a la palabra del Señor.”
- «En esta parcela»: o «en esta propiedad».[29]

Después del asesinato de Joram, Jehú relata brevemente que él y Bidkar oyeron directamente el pronunciamiento original del oráculo contra Acab para vengar la muerte de Nabot (cf. 1 Reyes 21:20-24). Esta información arroja nueva luz de que Jehú aceptó el oráculo después de su unción sin cuestionarlo porque
lo había oído antes, alimentando así su conspiración por la
palabra divina duplicada y justificando la matanza del hijo de Acab como recompensa por el asesinato de los hijos de Nabot. El pronunciamiento está enmarcado por su orden a Bidkar de arrojar a Joram al campo de Nabot, cumpliendo la profecía.

## Jehu mata al rey Ocozías de Judá (9:27-29)
Ocozías, rey de Judá, logró huir inicialmente 
huir hacia el sur, pero fue alcanzado después de unos 10 km en el ascenso a las montañas y mortalmente fusilado. Consiguió llegar a Megido, y murió allí (cf. Josías en 2 Reyes 23:30), luego fue llevado a Jerusalén por sus seguidores.

### Versículo 29
Y en el undécimo año de Joram hijo de Acab comenzó a reinar Ocozías sobre Judá.
- «En el undécimo año de Joram hijo de Acab»: Edwin R. Thiele[31] calcula que Ocozías hijo de Joram de Judá 'comenzó a reinar' como «corregente» con su padre en el mes de Tishri (septiembre) del año 842 a. C.,[32] y más tarde se convirtió en rey único de Judá tras la muerte de su padre («el año 12 de Joram hijo de Ajab»; 2 Reyes 8:25) entre abril y septiembre del año 841 a. C.[33] La mención de «11º año» y «12º año» da la pista inicial a Thiele sobre cómo desentrañar la cronología de los reyes hebreos.[34]

## Jehu mata a Jezabel (9:30-37)
.

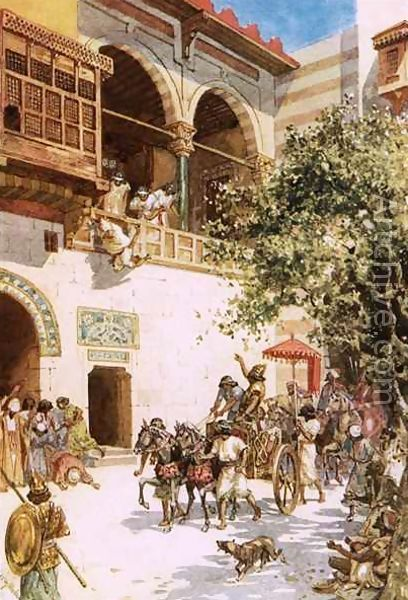
«La muerte de Jezabel» por William Brassey Hole (1846-1917)

Con la muerte de ambos reyes, Jehú puede dirigir su atención a Jezabel, que sigue en Jezreel. No encuentra resistencia al entrar en la ciudad, encontrando a Jezabel, profusamente decorada, asomada a «la ventana desde la que la realeza se muestra al pueblo». Ella se dirige a Jehú como «Zimri», recordando a otro usurpador que asesinó a su señor real, para luego ser vencido por Omri (cf. 1 Reyes 16:8-20). Jehú responde impaciente y ordena arrojar a la reina madre por la ventana. Después de ejecutarla con prontitud, Jehú entra imperturbable a comer, y luego, como idea de último momento, recuerda que a las personas nobles se les debe dar un entierro decente, pero de Jezabel no queda suficiente para enterrar (Versículos 30-35). Los versículos 33-37 se refieren al juicio hecho en 1 Reyes 21:23 para legitimar los hechos.

### Versículo 31
Y entrando Jehú por la puerta, ella dijo: ¿Tuvo paz Zimri, el que mató a su señor?
Jezabel asocia a Jehú con otro asesino, Zimri, quien aproximadamente 44 años antes había asesinado al rey Ela, sólo para encontrar una muerte violenta pocos días después (1 Reyes 16:9-20).

## Otros
Elías es mencionado en el Versículo 36. Se dice que Elías predijo que la carne de Jezabel sería comida por los perros.